# Michael (película de 2011)
Michael es el primer largometraje como director del austriaco Markus Schleinzer, se estrenó el 14 de mayo de 2011 en el Festival de Cannes.

## Sinopsis
Michael describe los cinco últimos meses de convivencia forzada entre Wolfgang de 10 años y Michael de 35.

## Reparto
- Michael Fuith: Michael
- David Rauchenberger: Wolfgang
- Christine Kain: Madre
- Ursula Strauss: Hermana
- Victor Tremmel: Cuñado

- Datos: Q682407
- Multimedia: Michael (film) / Q682407